# Свирь (Тихвинский район)
Свирь — деревня в Цвылёвском сельском поселении Тихвинского района Ленинградской области.

## История
Деревни Звягино и Наумово упоминаются на «Специальной карте западной части России» Ф. Ф. Шуберта 1844 года.

ЗВЯГИНО — деревня Новодеревенского общества, Ильинско-Сяського прихода. Река Сясь.

Крестьянских дворов — 10. Строений — 20, в том числе жилых — 11. Кузница и постоялый двор.

Число жителей по семейным спискам 1879 г.: 33 м. п., 26 ж. п.; по приходским сведениям 1879 г.: 31 м. п., 27 ж. п.

НАУМОВО — сельцо Новодеревенского общества, Ильинско-Сяського прихода. Река Сясь.

Строений — 13, в том числе жилых — 6. Число жителей по приходским сведениям 1879 г.: 1 м. п., 3 ж. п.

По данным 1891 года владельцем сельца Наумово являлся дворянин Михаил Николаевич Буткевич.
В конце XIX — начале XX века деревни относились к Сугоровской волости 1-го земского участка 1-го стана Тихвинского уезда Новгородской губернии.

ЗВЯГИНО — деревня Новодеревенского общества, дворов — 10, жилых домов — 10, число жителей: 35 м. п., 58 ж. п. 

Занятия жителей — земледелие, лесные заработки. Реки Сясь. Волостное правление, почтовое учреждение, смежна с погостом Ильинским. 

НАУМОВО — усадьба М. Н. Буткевич, дворов — 9, жилых домов — 3, число жителей: 22 м. п., 20 ж. п. 

Занятия жителей — земледелие, лесная торговля. Ярославский тракт. Река Сясь. Смежна с деревней Звягино. (1910 год)

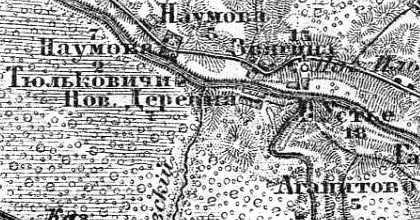
Земли деревни Свирь на карте 1913 года

Согласно карте Петроградской и Новгородской губерний 1913 года деревня называлась Звягина и насчитывала 13 дворов, смежно с ней находились деревня и усадьба Наумово.
С 1917 по 1918 год деревня Звягино входила в состав Сугоровской волости Тихвинского уезда Новгородской губернии. 
С 1918 года в составе Череповецкой губернии.
С 1927 года в составе Ильинского сельсовета Тихвинского района.
В 1928 году население деревни Звягино составляло 115 человек.
Согласно карте Ленинградской области Северо-западного аэрогеодезического треста ГГУ издания 1932 года деревня Звягино насчитывала 13 крестьянских дворов.
По данным 1933 года деревня Звягино входила в состав Ильинского сельсовета.
Посёлок совхоза Свирь учитывается областными административными данными в Ильинском сельсовете с 1 января 1946 года.
В 1951 году население посёлка совхоза Свирь составляло 303 человека.
В 1958 году население деревни Звягино составляло 160 человек.
В 1961 году население посёлка совхоза Свирь составляло 304 человека.
По данным 1966 года в состав Ильинского сельсовета входили смежные посёлок совхоза Свирь и деревня Звягино.
По данным 1973 и 1990 годов в состав Ильинского сельсовета входила общая деревня Свирь.
В 1997 году в деревне Свирь Ильинской волости проживали 214 человек, в 2002 году — 175 (русские — 98 %).
В 2007 году в деревне Свирь Цвылёвского СП проживали 179 человек, в 2010 году — 105, в 2012 году — 185 человек.

## География
Деревня расположена в юго-западной части района на автодороге А114 (Вологда — Новая Ладога).
Расстояние до административного центра поселения — 13 км.
Расстояние до ближайшей железнодорожной платформы Черенцово — 5 км.
Деревня находится на правом берегу реки Сясь.

## Демография
| 1879 | 1910 | 1928 | 1951 | 1961 | 1997 | 2002 |
| ---- | ---- | ---- | ---- | ---- | ---- | ---- |
| 63   | ↗135 | ↘115 | ↗303 | ↗304 | ↘214 | ↘175 |
| 2007 | 2010 | 2012 | 2017 |      |      |      |
| ↗179 | ↘105 | ↗185 | ↘164 |      |      |      |

### Национальный состав
Согласно данным Всероссийской переписи населения 2021 года в деревне проживали 148 человек, из них:
 русские — 146, кабардинцы — 1, один человек национальность не указал.

## Достопримечательности
Деревянное двухэтажное здание бывшей усадьбы Наумово. Последний владелец усадьбы в дореволюционное время — Михаил Николаевич Буткевич  (род. в 1855 г.), действительный статский советник, предводитель дворянства Тихвинского уезда с 1890 по 1917 год.

## Улицы
Звягинская, Кузнечная, Луговая, Петровская, Прибрежная, Хуторская.